# 陳之漢
陳 之漢（チェン・ヂーハン、ちん しかん、英語名：ホルガー・チェン（Holger Chen）、1979年3月12日 - ）、旧名：陳 思翰（チェン・スーハン）は通称「館長」として知られる台湾の総合格闘家。身長180cm、体重110kg～115kg。
フィットネスクラブ兼総合格闘技ジム「成吉思汗健身倶楽部」の創業者であるほか、アパレルブランドを展開する実業家、インターネットセレブリティ（ブロガー、YouTuber）や政治活動家としても知られ、俳優として映画出演の経歴もある。

## 人物
台北県蘆洲郷（現・新北市蘆洲区）で出生。シングルマザーの母に育てられ、姉がいる。夫人との間に1女1男をもうけた。父は宜蘭の富裕層として出生、米国に長期間ビジネスで滞在していた。
陳の母は正妻ではなく、ダンスホールで働いて陳と姉を扶養していた。実父は陳が国民小学1年時で他界。そのような家庭事情により数多くのいじめに遭っており、いじめっ子の親も加担する有様だった。
15歳で陳は不登校となり家族を支えるために就業する。19歳で中華民国海軍陸戦隊への入隊を決意。六六旅団に属し、1998年からの4年間では921地震による任務もあった。中士（軍曹）まで昇級、5年目で除隊後は配送業などの仕事に就いたが、じきに竹聯幇（現地の黒社会）にも加入。100人程度の部下を率いて債権回収業を経営。談合事案にもかかわっていた。
畢経隆、許志明、于志宇、何立安などの武術家に弟子入りし、キックボクシングや散打を習得する。
2008年、散打の中正杯および新竹市長杯、キックボクシングの武状元盃でタイトルを獲得。涼山特勤隊の異名をもつ高空特種勤務中隊メンバーを40秒でKOしたという逸話もある。
2014年、総合格闘技ジム「成吉思汗健身房」を開設。名称は自身の氏名と音も似ているチンギス・カン（成吉思汗、拼音: Chéng jí sī hán）に由来。「成吉思汗杯」の名称で総合格闘技大会を主催し、スポーツ系大学や軍、警察などに護身術の指導もしている。
2016年、インターネット生放送のコーナー「我替現在年輕人講一句話」で『青年層は貯蓄しないのではなく、貯蓄できないのだ』という談話が視聴者の共感を呼んだ。以降、時事問題に切り込みながら辛口コメントを残す生放送がネット上での支持を高めた。Facebookでは（2018年2月時点で）フォロワーが70万人となった。
外見と過激な発言から、好漢であることは予想がつかないが、厨房によく立ち夫人に食事を振る舞ったり夫人のためにエビの皮剥きをする愛妻家。夫人が早餐店（未明から早朝にかけて営業する飲食店）に出向いた際に店主から罵倒されたときは
生放送で電話先の店主に罵倒で返し、チェーン店本部から謝罪を引き出した。
本人は「自分は怒りっぽいが、妻子のためならそれを押し殺すことも厭わない。」、「妊娠した妻が家事で忙殺されていたら、（夫として）申し訳ないだろう？」と述べたり、子供のために朝5時に起床しているなど、オンライン上では家族愛を隠さない。

## 慈善活動
トレーニング機材を消防隊に寄贈したり、2017台北ユニバーシアードでは各国選手に自身のジムを無償提供している。
軍人時代に921地震を経験したからか、2018年の花蓮地震では100万ニュー台湾ドルを寄贈。同月中に当時加入していた生放送プラットフォームのKing Kong（金剛直播）を通じて別団体への公益用途に限定で400万ニュー台湾ドルを上乗せした。
2021年2月、新型コロナのクラスターによる市中感染が拡大していた桃園市で、市政府や市内医療機関に計100万ニュー台湾ドルを寄贈した。

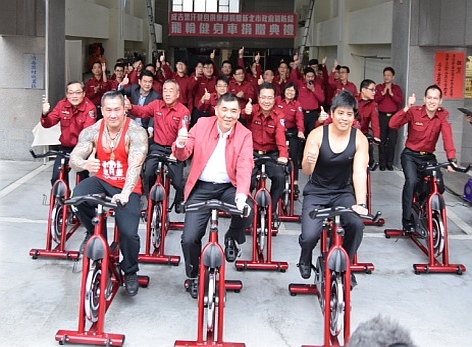
新北市政府消防局へフィットネスバイクを寄贈（最前列左。2018年）
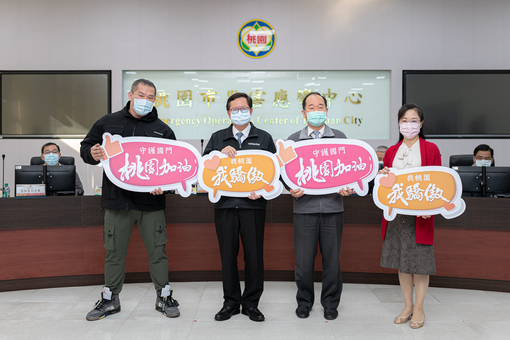
桃園市政府で現金を寄贈（左端。隣は桃園市長鄭文燦。2021年）

## 政治活動

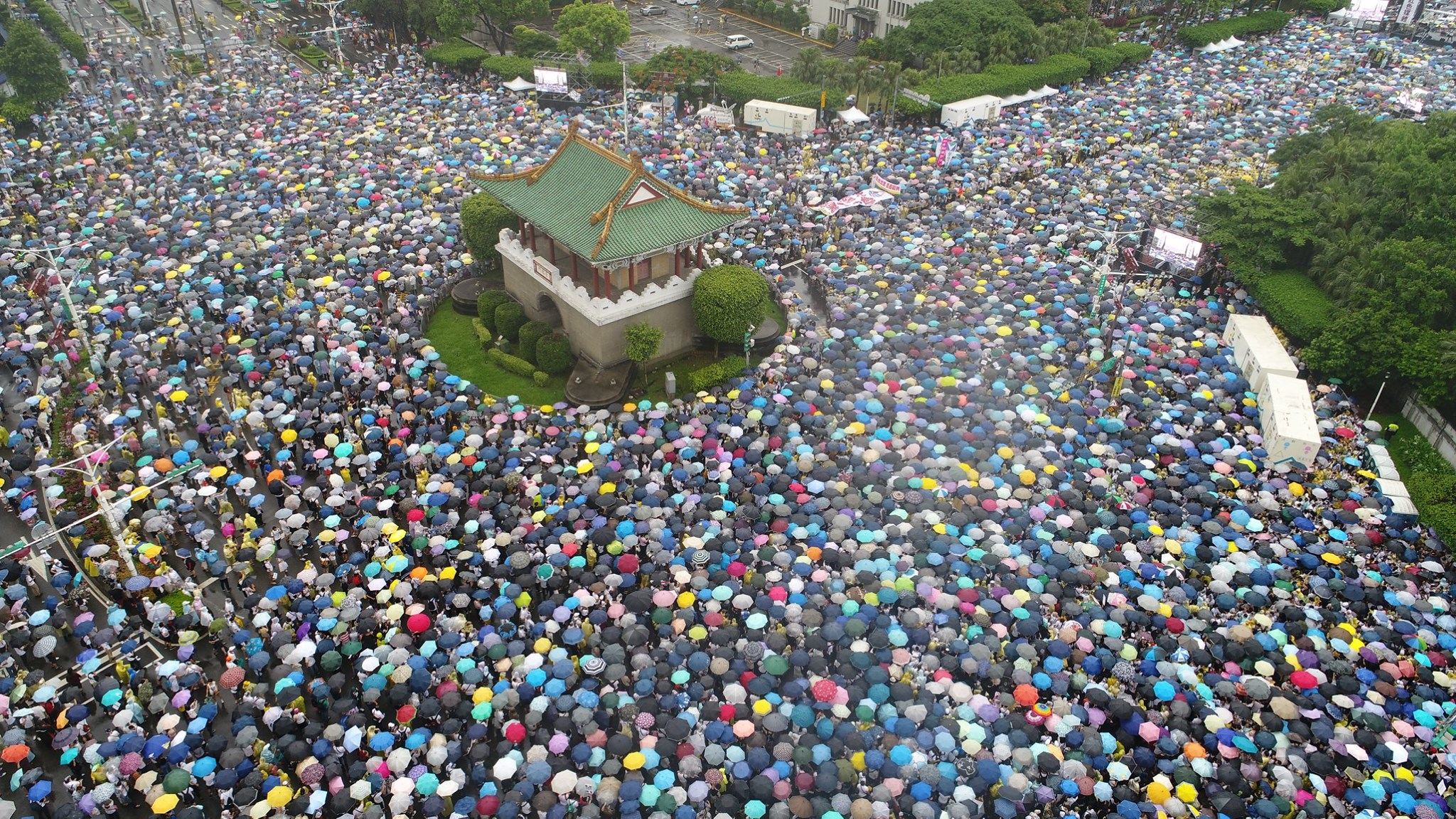
反親中メディアデモ（凱達格蘭大道、2019年6月23日）

特定の政党には属していないが、蔡英文や頼清徳、朱立倫など多数の現役政治家との対談を生放送している
2018年10月、新北市議の李婉鈺（民主進歩党、以下民進党）をYoutube放送中に罵倒したとして、李が提訴に踏み切り、翌年6月に起訴された。同月末、台南市議の謝龍介（中国国民党）と対談、謝は同じく海軍陸戦隊配属だったということで意気投合。前台南市長の頼清徳が任期中に起こった土地売買疑惑を追及していた謝を絶賛した。謝のFB上では1万人の視聴者が、陳の動画には2万のコメントがついた。
同時期に高雄市長候補者だった韓国瑜（中国国民党）とも対談し、その時点では絶賛していたが、当選後の翌年夏には早くも2020年中華民国総統選挙への色気を隠さなくなったことで、生放送で「当時の言動を後悔している」と述べ、90秒間で8度も謝罪するなど、それまでの意見を撤回している。
2018年11月、台北市長再選を狙う柯文哲と自身の生放送で対談、1時間半で80万人が視聴した。2019年8月、柯文哲が新党（台湾民衆党）を結成したこと自体はポジティブに受け止めていたものの、他党との重籍可能なことについては否定的なコメントを残し、自身は加入しないと表明した。
2019年6月に台北で親中メディア反対集会が開かれ、時代力量所属立法委員の黄国昌とともに参加した。また、参加を表明した陳に対しては蔡英文も謝意を述べた。
2020年1月、総統選挙で敗れた韓国瑜の支持者が「蔡英文の得票が800万票を超えたら全国民に鶏排（台湾風フライドチキン）を振る舞う」と宣言し、蔡の得票が817万票と確定すると一時雲隠れする騒動があったが、陳も蔡英文が再選されれば自分もチキンを奢ると宣言しており、18日の新北市蘆洲区を皮切りに、地元選出の議員に委託した遠方の台南市や高雄市などを含めて6大直轄市で宣言を実行し各地で行列ができた。
2021年10月、台湾基進所属立法委員の陳柏惟に対するリコール投票では柏惟支持、すなわち罷免不同意を呼びかけていた。

## その他の活動

### 映像作品
2008年、映画『停車』に出演、グイ・ルンメイや高捷（ジャック・カオ）などと共演している。
2019年には行政院内政部警政署の反薬物キャンペーンPV「歳歳平安」に起用された。

### 声優
- 「伝説対決 -Arena of Valor-」の拉茲（一拳超神造型）[35]

### その他
2020年3月、日本アニメ『鬼滅の刃』について台湾でのグッズ展開の独占権を獲得したと発表し、自社アパレルブランド「惡名昭彰（Notorious）」とのコラボ商品を販売する方針を公表した
2020年4月、新型コロナウイルスの流行に伴い、振り付けをまじえた手洗いソングの映像を公開した。しかし抗菌を謳った除菌スプレーを販売したことで台北市政府衛生局から薬事法違反による60万ニュー台湾ドルの罰金も受けている。

### MV
- ラッパー「小小湯」の曲「悪名昭彰」MV[39]

## 騒動
格闘家の陳に対しては対戦要求もある。台湾のパワーリフティング選手林志成は「18秒以内に倒す」と宣戦布告した。
中国の総合格闘家の徐暁冬とは、武術交流と称する普通の対戦予定だったが急遽キャンセルとなった、徐が過去に「尖閣諸島は日本のもの（釣魚台是日本的）」とSNSに投稿していたことが発覚し、中国のネットで批判が高まっており、陳はキャンセル事由を発言が中国政府のインターネット検閲に抵触したからと推測した。その後除は陳に謝罪している。
同じく中国の俳優兼武術家でテコンドー、ムエタイ選手の練喩軒は、2019年5月に陳が中華民国総統の蔡英文と対談した際に中国を罵倒したことをきっかけに、その後陳と郭台銘を揃って『台独分子』と批判した。
なお、これらの対戦はいずれも実現に至っていない。
2020年8月28日、23歳の男性に銃撃された。陳は手と足に怪我したが、命に別状はなかった。原因は陳が男性側からセクハラを受けたため、陳のファンが男性を「人肉検索」した結果、男性が反発したとみられる。事件後、政界からの見舞いや慰問が相次いだ。高雄市長に就任間もない陳其邁は電話で、現職立法委員の王定宇（民進党）や陳柏惟（台湾基進）、高嘉瑜（民進党）が直接見舞いに訪れ、2021年11月に高が交際相手から暴行を受けると、陳もチョコレートを差し入れて彼女を見舞った。蔡英文も数ヶ月後の自宅療養中に陳を見舞った。この件に関する裁判では黄国昌が無報酬で弁護業務を引き受けている。

### 註釈
1. ↑  動画2分10秒付近[17]。